# Jóhannsson
Jóhannsson ist ein isländischer Name.

## Herkunft und Bedeutung
Jóhannsson ist ein Patronym und bedeutet Sohn des Jóhann. Die weibliche Entsprechung ist Jóhannsdóttir (Tochter des Jóhann). 

## Namensträger
- Aron Jóhannsson (* 1990), US-amerikanischer Fußballspieler
- Atli Jóhansson (* 1982), isländischer Fußballspieler
- Ágúst Þór Jóhannsson (* 1977), isländischer Handballtrainer
- Barði Jóhannsson, isländischer Songwriter und Produzent
- Garðar Jóhannsson (* 1980), isländischer Fußballspieler
- Haukur Jóhannsson (* 1953), isländischer Skirennläufer
- Heiðar Jóhannsson (* 2002), isländischer Eishockeyspieler
- Jóhann Jóhannsson (1969–2018), isländischer Musiker
- Jóhann G. Jóhannsson (Musiker, 1947) (1947–2013), isländischer Musiker
- Jóhann G. Jóhannsson (Musiker, 1955) (* 1955), isländischer Musiker
- Jóhann Gunnar Jóhannsson (* 1971), isländischer Schauspieler, Regisseur und Drehbuchautor
- Kjartan Jóhannsson (1939–2020), isländischer Diplomat und Politiker
- Kristján Jóhannsson (1929–2013), isländischer Leichtathlet
- Ragnar Jóhannsson (* 1990), isländischer Handballspieler
- Sigurður Ingi Jóhannsson (* 1962), isländischer Politiker
- Sveinn Jóhannsson (* 1999), isländischer Handballspieler
- Valdimar Jóhannsson (* 1978), isländischer Filmemacher